# Yang Liwei
Yang Liwei (chinesisch 楊利偉 / 杨利伟, Pinyin Yáng Lìwěi; * 21. Juni 1965 im Kreis Suizhong der bezirksfreien Stadt Huludao, Provinz Liaoning) ist der erste chinesische Raumfahrer. Seit dem 15. Oktober 2019 ist er Stellvertretender Technischer Direktor des bemannten Raumfahrtprogramms der Volksrepublik China.

## Jugend und Dienst bei der Luftwaffe
Yang Liwei wurde am 21. Juni 1965 in der Großgemeinde Suizhong (绥中镇), dem Verwaltungssitz des gleichnamigen Kreises Suizhong in der nordöstlichen Provinz Liaoning als zweites von drei Kindern eines Volkswirts und einer Gymnasiallehrerin geboren. 
Nachdem er ab 1978 die Unterstufe des 1. Kreisgymnasiums besucht hatte, wechselte er im Juli 1981 für die Oberstufe an das 2. Kreisgymnasium (seine Mutter unterrichtete am 3. Kreisgymnasium).
Yang war ein durchschnittlicher Schüler, nur in den naturwissenschaftlichen Fächern zeigte er gute Leistungen. Dafür war er ein begeisterter Schwimmer und Eisläufer. Als im Juni 1983, kurz vor dem Abitur, Werbeoffiziere der Luftstreitkräfte der Volksrepublik China die Abschlussklasse seiner Schule besuchten, um Piloten anzuwerben, meldete sich Yang Liwei sofort. Nachdem er das Abitur bestanden hatte, musste er noch ein mehrstufiges Auswahlverfahren durchmachen,
bis er an der 2. Grundausbildungsschule der Luftwaffe in Baoding aufgenommen wurde. 1984 wechselte er an die 8. Luftwaffenschule in Kumul (中国人民解放军空军第八航空学校, ab Juni 1986 第八飞行学院 bzw. 8. Pilotenakademie), wo er seine Ausbildung 1987 mit einem Bachelor in Luftfahrttechnik abschloss.
Anschließend wurde er nach Jingyuan in Gansu versetzt, wo er beim Jagdbombergeschwader 134 der dem damaligen Militärbezirk Lanzhou unterstehenden 45. Luftwaffendivision einen leichten Jagdbomber vom Typ Nanchang Q-5 flog. 1988 wurde Yang Liwei zum Oberleutnant befördert, 1992 zum Hauptmann. Als seine Einheit im Sommer 1992 über dem ausgetrockneten Aydingkol-See in der Turpan-Senke eine Tiefflugübung durchführte, fiel unvermittelt eines der beiden Triebwerke seines Jagdbombers aus. Es gelang ihm jedoch, die Maschine mit dem zweiten Triebwerk auf 1500 m Höhe zu bringen, den östlichen Ausläufer des Tian Shan zu überqueren und den nächstgelegenen Militärflughafen anzusteuern. Kurz vor der Landung fiel auch noch das zweite Triebwerk aus. Dennoch konnte Yang Liwei das nun völlig antriebslose Flugzeug sicher landen. Dafür wurde ihm die Verdienstauszeichnung 3. Grades der Volksbefreiungsarmee (中国人民解放军三等功奖章) verliehen.
Durch den Zerfall der Sowjetunion hatte sich die geopolitische Lage geändert, und so wurden im Oktober 1992 im Zuge einer Truppenreduzierung zahlreiche der in Nordchina stationierten Einheiten aufgelöst. Auch die 45. Luftwaffendivision war hiervon betroffen. 
25 Piloten des Jagdbombergeschwaders 134, darunter Yang Liwei, wurden dem im Stadtbezirk Liangping von Chongqing, Provinz Sichuan, stationierten Geschwader 99 zugeteilt. Im März 1993 trat Yang den Dienst bei seiner neuen Einheit an, 
wo er nun ein leichtes Jagdflugzeug vom Typ Shenyang J-6 flog. 1996 wurde er zum Major befördert. Diese Beförderungen alle vier Jahre entsprachen genau den „Richtlinien für die Dienstgrade der Offiziere der Volksbefreiungsarmee“ vom 1. Juli 1988.

## Dienst im Raumfahrerkorps

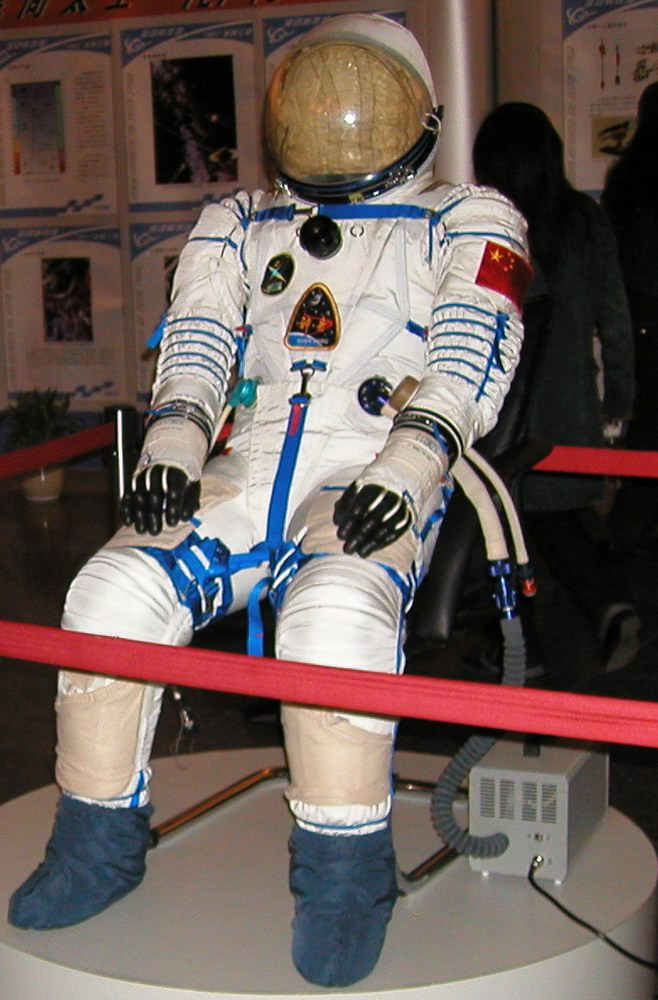
Der Raumanzug von Yang Liwei

1996 war Yang Liwei einer von 1506 Kampfpiloten, die die erste Auswahlrunde für das neue bemannte Raumfahrtprogramm der Volksrepublik China bestanden. Nach weiteren Selektionsrunden zählte er auch zu den 12 verbliebenen Kandidaten. Mit 1350 Flugstunden – Yang war Träger des Tätigkeitsabzeichens Militärluftfahrzeugführer der Stufe I – hatte er mehr als das Doppelte der geforderten 600 Flugstunden.
Im Dezember 1997 genehmigte die Zentrale Militärkommission offiziell die Aufstellung des Raumfahrerkorps der Volksbefreiungsarmee. Im Januar 1998 bezogen die Raumfahrerkandidaten ihr Quartier in der Raumfahrtstadt im Pekinger Stadtbezirk Haidian, wurden zum „Raumfahrer des Raumfahrerkorps der chinesischen Volksbefreiungsarmee“ (中国人民解放军航天员大队航天员) ernannt und mit dem Raumfahrerschwur („Ich gelobe, mich der bemannten Raumfahrt zu widmen ...“) auf die chinesische Fahne vereidigt.
Da das Raumfahrerkorps damals dem Hauptzeugamt der Volksbefreiungsarmee unterstand, trugen die Männer nun nicht mehr die blaue Uniform der Luftwaffe, sondern die grüne des Heeres.
Nach fünfeinhalb Jahren intensiver Ausbildung begaben sich die Raumfahrer am 20. September 2003 zum Kosmodrom Jiuquan, um in dem realen, für die erste bemannte Mission Chinas vorgesehenen Raumschiff – Shenzhou 5 – zu üben. Auf der Grundlage der hier gezeigten Leistungen wurden Anfang Oktober drei Raumfahrer als Kandidaten für den Flug ausgewählt, und am 14. Oktober schließlich Yang Liwei als erste Wahl bekanntgegeben.
Am 15. Oktober 2003 um 01:00 UTC startete Yang Li Wei mit dem Raumschiff Shenzhou 5 zum ersten bemannten chinesischen Weltraumflug. Der Flug dauerte über 21 Stunden und endete mit einer Landung bei Sonnenaufgang in der Inneren Mongolei.
Nach seiner Rückkehr äußerte sich Yang Liwei im chinesischen Fernsehen zu der Frage, ob die Chinesische Mauer mit bloßem Auge vom Weltraum aus zu sehen sei: „Die Aussicht war wunderschön. Aber ich konnte die Große Mauer nicht sehen.“

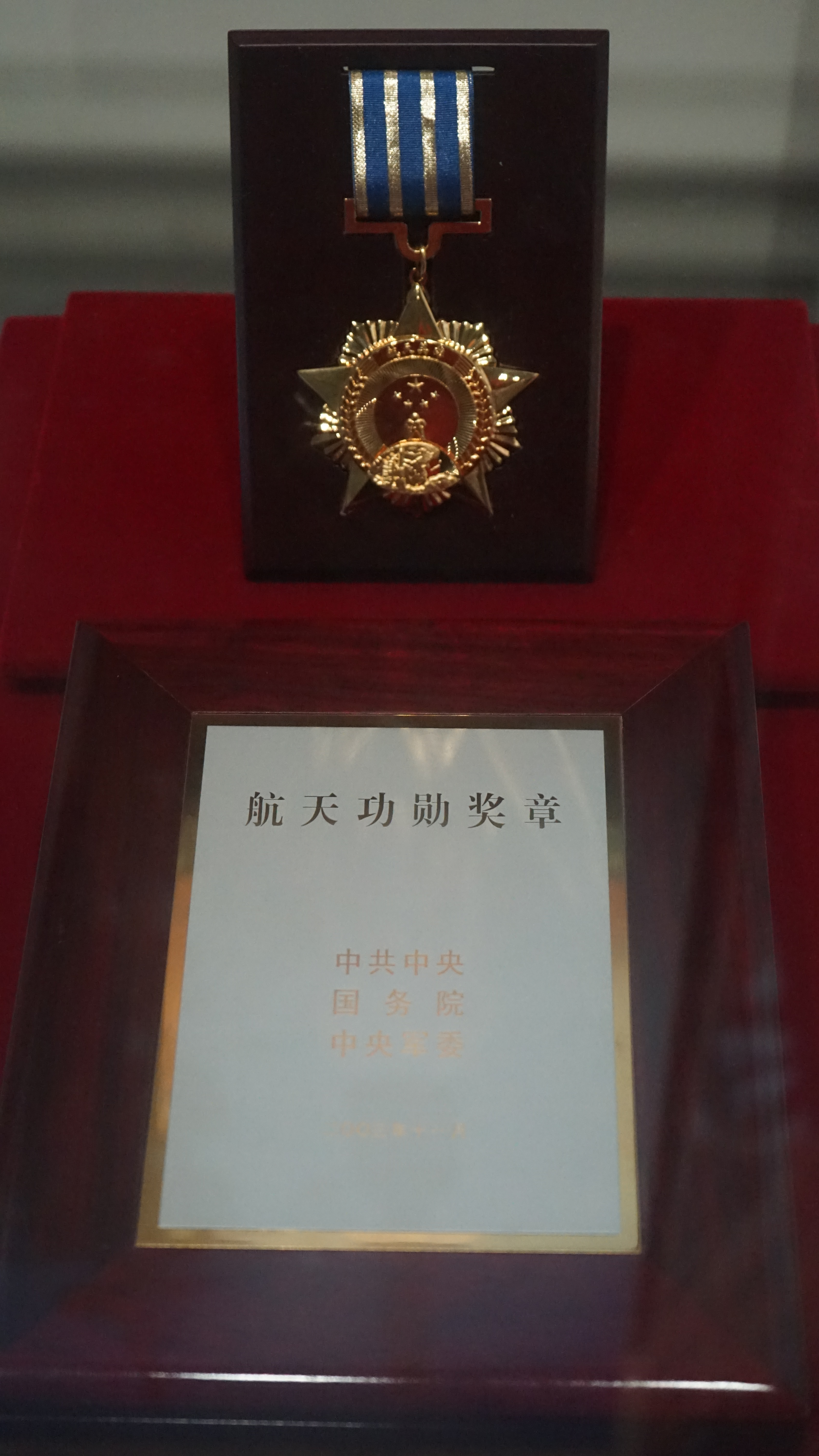
Raumfahrtverdienstorden Yang Liweis (Muster)

Drei Wochen später, am 7. November 2003, wurde ihm der neugeschaffene staatliche Raumfahrtverdienstorden (航天功勋奖章) verliehen. Gleichzeitig erhielt er den Ehrentitel „Held der Raumfahrt“ (航天英雄), den Stand 2021 nur zwei chinesische Raumfahrer tragen (der zweite ist Zhai Zhigang). Der Raumfahrtverdienstorden wurde hingegen später – in verschiedenen Stufen – allen aktiven Raumfahrerinnen und Raumfahrern Chinas verliehen.
Am 22. Juli 2008 wurde Yang Liwei zum Generalmajor der Volksbefreiungsarmee befördert. Am 21. Mai 2010 wurde er zum stellvertretenden Direktor des Büros für bemannte Raumfahrt ernannt,
am 23. April 2018 dann zum Direktor.
Die Tätigkeit als Leiter der China Manned Space Agency bzw. CMSA ist durchaus anspruchsvoll. Diese Behörde ist nach innen für die Organisation des bemannten Raumfahrtprogramms zuständig, für die Zuteilung der Aufgaben an die beteiligten Firmen und für die langfristige Planung des bemannten Raumfahrtprogramms. Nach außen hin repräsentiert das Büro für bemannte Raumfahrt in Verhandlungen mit den Raumfahrtbehörden anderer Länder die chinesische Regierung und ist zuständig für internationale Kooperationsprojekte und wissenschaftlichen Austausch. Am 12. Juli 2018, keine drei Monate nach seiner Ernennung, wurde Yang Liwei von Hao Chun an der Spitze der CMSA abgelöst.
Yang Liwei nahm für die CMSA jedoch weiterhin Repräsentationsaufgaben wahr. So nahm er am 19. November 2018 als Vertreter der Behörde an den Feierlichkeiten zum zwanzigjährigen Jubiläum der Internationalen Raumstation in Moskau teil.
Am 15. Oktober 2019 wurde er dann zum Stellvertretenden Technischen Direktor des bemannten Raumfahrtprogramms der Volksrepublik China ernannt.
Yang Liwei ist seit September 1988 Mitglied der Kommunistischen Partei Chinas,
2007–2013 war er Kandidat im XVII. Zentralkomitee der Partei.
Seit dem 3. März 2018 ist Yang Liwei als eine von 136 (13. Legislaturperiode) bzw. 83 (14. Legislaturperiode) speziell geladenen Persönlichkeiten (特别邀请人士) Mitglied der Politischen Konsultativkonferenz des chinesischen Volkes.

## Sonstiges
Yang Liwei ist seit Dezember 1990 mit Zhang Yumei (张玉梅) verheiratet, ursprünglich eine Gymnasiallehrerin in der damaligen Gemeinde Xiaozhuangzi (小庄子乡) seines Heimatkreises. Da in China die Ehepartner von Soldaten im Luftdienst ebenfalls in die Volksbefreiungsarmee einzutreten haben, wurde sie Militärarchivarin. 1995 wurde ihr gemeinsamer Sohn Yang Ningkang (杨宁康) geboren.

## Auszeichnungen
- 1992: Verdienstauszeichnung 3. Grades der Volksbefreiungsarmee[5]
- 2003: Raumfahrtverdienstorden
- 2003: Ehrentitel „Held der Raumfahrt“[26]
- 2005: Benennung des Asteroiden (21064) Yangliwei[27]
- 2014: Leonow-Preis der Association of Space Explorers[28]
- 2017: Medaille für Raumfahrtwissenschaft der UNESCO[29]